# Джанет Бейкър
Джанет Абът Бейкър (на английски: Janet Abbott Baker) е английска певица.
Родена е на 21 август 1933 година в Хатфийлд, Йоркшър, в семейството на инженер. През 1953 година отива в Лондон, за да учи пеене, и през 1956 година дебютира в операта. През следващите десетилетия се налага като една от водещите мецосопрани в света, най-често свързвана с ранната италианска опера и произведенията на Бенджамин Бритън. Тя е известна и като концертен изпълнител, най-вече с изпълнения на работи на Густав Малер и Едуард Елгар. Работи активно до началото на 80-те години, след което се оттегля от обществения живот.